# Arthur Friedenreich
Arthur Friedenreich zwany El Tigre (ur. 18 lipca 1892, São Paulo  – zm. 6 września 1969, tamże) – brazylijski piłkarz niemieckiego pochodzenia występujący na pozycji napastnika. Przez wielu uważany za pierwszego wielkiego futbolistę brazylijskiego (choć niektórzy przyznają to miano dopiero Leonidasowi).

## Życiorys
Mierzący 175 cm wzrostu środkowy napastnik rozpoczął przygodę z piłką w 1909 roku w klubie piłkarskim SC Germânia w wieku 17 lat i kontynuował ją do 1935 roku. W tym czasie reprezentował 7 klubów, choć zdecydowaną większość piłkarskiego życia poświęcił trzem - Ypiranga (po raz pierwszy w 1910, później wracał tam jeszcze trzy razy), Paulistano (pierwszy raz w 1914, wracał dwa razy, po drugim powrocie pozostał w tym klubie na 13 lat) i São Paulo da Floresta (ostatnie 5 lat gry, do 1935 roku). Grał także w São Paulo FC, Atletico Mineiro Belo Horizonte oraz CR Flamengo.
W reprezentacji Brazylii zadebiutował w 1914 roku w wygranym 2:0 towarzyskim meczu przeciwko angielskiemu klubowi Exeter City. Łącznie w drużynie narodowej zagrał 15 razy, zdobywając 8 goli i dwukrotnie, w 1919 i 1922, zostając mistrzem Ameryki Południowej, a w 1919 także królem strzelców turnieju.
Zasłynął wielką skutecznością pod bramką rywali - o ile oficjalne źródła podają, iż w swojej karierze zdobył 556 goli, o tyle nieoficjalne i zaliczające także nieoficjalne mecze przypisują mu strzelenie 1329 bramek, a więc więcej, niż strzelił Pelé.
Ojciec Friedenreicha był imigrantem z Niemiec, matka Brazylijką, córką byłych niewolników afrykańskiego pochodzenia, w związku z czym piłkarz był Mulatem. W czasach, w których grał, w Brazylii powszechny był jeszcze rasizm, co utrudniało Friedenreichowi karierę: zdarzało mu się maskować ciemny kolor skóry pudrem. Zdarzało się też wycofywanie "czarnych" piłkarzy z reprezentacji Brazylii (to właśnie Friedenreich był pierwszym w historii reprezentacji Brazylii ciemnoskórym piłkarzem), np. uniemożliwiono im grę w turnieju Copa America w 1921 r. Wydatnie zmniejszyło to liczbę meczów Friedenreicha w reprezentacji.